# Siphonogorgia variabilis
Siphonogorgia variabilis är en korallart som först beskrevs av Sydney John Hickson 1903.  Siphonogorgia variabilis ingår i släktet Siphonogorgia och familjen Nidaliidae. Inga underarter finns listade i Catalogue of Life.